# Bazaar (film)
Bazaar – bollywoodzki rodzinny i miłosny dramat z 1982. Reżyseria – Sagar Sarhadi. W rolach głównych  Naseeruddin Shah, Farooq Shaikh, Smita Patil i Supriya Pathak. Tytułowy "bazaar" to targowisko młodziutkich dziewic sprzedawanych starym bogaczom w małżeństwo, które jest tu według słów jednego z bohaterów filmu "instytucją, używaną dla ukrycia za teatrem rytuału swego grzechu, po to by nie stracić szacunku do siebie". Film pokazuje dramat upokarzającej sytuacji kobiety w Indiach  i jej walkę o prawo do samostanowienia o sobie.

## Fabuła
Najma (Smita Patil) od lat spędza noce z nababem Akhtarem Hussajnem (Bharat Kapoor) wciąż łudząc się, że uświęci on ich więź małżeństwem. W dzień pocieszeniem dla Najmy jest platoniczna miłość popijającego poety Salima (Naseeruddin Shah). Akhtar i Shakir Ali Khan, od którego zależą interesy nababa, żartują sobie głośno z jego uczucia. A Salim w milczeniu czeka na cud odwzajemnionej miłości. Odkładający wciąż decyzję o małżeństwie Akhtar przekonuje Najmę, aby powróciwszy do rodziny, którą zhańbiła ucieczką, poszukała w Hajdarabadzie żony dla Shikara. Od tego uzależnia on przyszłość finansową Akhtara. Nababowi uniezależnienie się od rodziny mogłoby pozwolić na poślubienie Najmy. Najma zgadza się i wszyscy wraz z Salimem wyjeżdżają do Hajdarabadu w poszukiwaniu narzeczonej dla starego bogacza.

## Obsada
- Smita Patil – Najma
- Naseeruddin Shah – Salim
- Farooq Shaikh – Sarju
- Supriya Pathak – Shabnam
- Bharat Kapoor – Akhtar Hussain

## Nagrody
- 1982 Nagroda Filmfare dla Najlepszej Aktorki Drugoplanowej – Supriya Pathak

## Muzyka i piosenki
| Piosenkę                     | śpiewa                      | do słów                          | z muzyką |
| ---------------------------- | --------------------------- | -------------------------------- | -------- |
| Karoge yaad to har baat      | Bhupendra                   | Bashar Nawaz                     | Khayyam  |
| Dikhaee Diye Yoon Ke Bekhud  | Lata Mangeshkar             | Mir Taki Mir                     | Khayyam  |
| Dekh Lo Aaj Humko Jee Bharke | Jagjit Kaur                 | Mirza Shauq                      | Khayyam  |
| Phir Chiddi Raat             | Lata Mangeshkar, Talat Aziz | Makhdoom Mohiuddin, Bashir Nawaz | Khayyam  |